# Polyplectronini
Polyplectronini – plemię ptaków z podrodziny bażantów (Phasianinae) w obrębie rodziny kurowatych (Phasianidae).

## Zasięg występowania
Plemię obejmuje gatunki występujące w Azji.

## Systematyka
Do plemienia należą następujące rodzaje:
- Tropicoperdix Blyth, 1859
- Haematortyx Sharpe, 1879 – jedynym przedstawicielem jest Haematortyx sanguiniceps Sharpe, 1879 – szkarłatnik.
- Galloperdix Blyth, 1845
- Polyplectron Temminck, 1807